# Pera (Constantinoble)

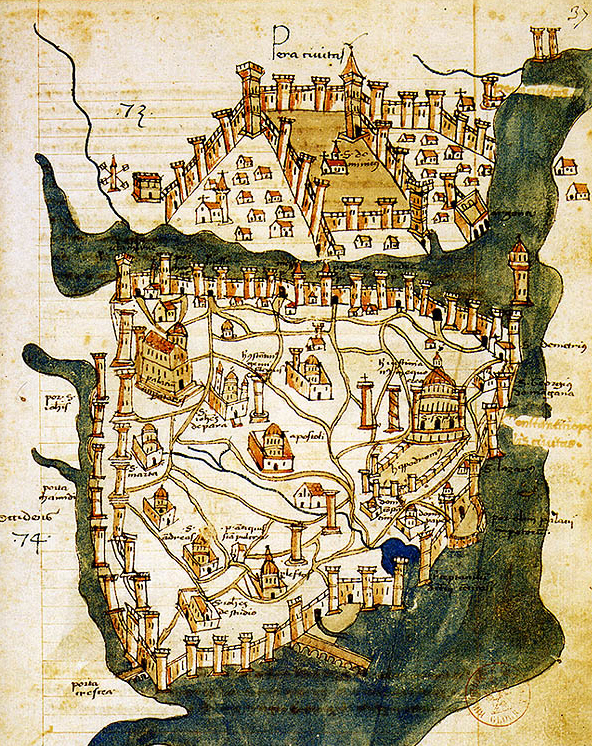
Mapa de les ciutats de Pera i de Constantinoble el 1422

Pera va ser una ciutat fundada com a colònia comercial per la República de Gènova després de la Conquesta de Constantinoble (1204) a mans dels croats occidentals durant la Quarta Croada. Pera estava situada a la riba esquerra de l'estuari del Corn d'Or, a la zona del Gàlata, just davant per davant de la ciutat de Constantinoble. Després de la caiguda de Constantinoble el 29 de maig de 1453 a mans dels otomans, Pera fou absorbida i convertida en un barri de la ciutat de Constantinoble, que l 1930 fou rebatejada amb el nom d'Istanbul. Hui en dia l'antiga ciutat de Pera ha estat rebatejada amb el nom de Beyoğlu i constitueix el districte més occidentalitzat d'Istanbul.
L'àrea ocupada per l'actual districte de Beyoğlu havia estat un assentament grec conegut pel nom de Peran en Sykais. L'etimologia del nom pot estar relacionada amb la seva posició relativa a Constantinoble, car la paraula Pera significa en grec banda oposada, què era la situació de Pera amb relació a la capital de l'Imperi Romà d'Orient. El nom Pera pel barri actual Beyoğlu es mantingué fins al segle xix i es troba de manera abundant en la literatura.

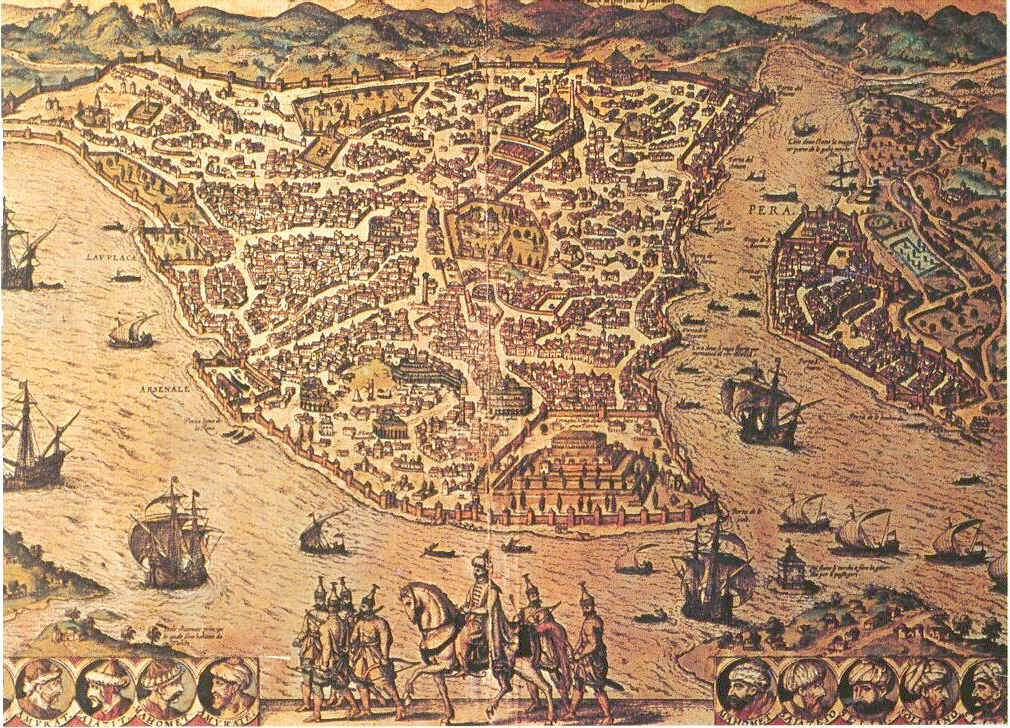
Mapa del. Constantinoble, rebatejada com a Istanbul, i a la dreta Pera, que aleshores ja havia perdut la independència i era un districte de la ciutat.

## Fundació i hegemonia veneciana
La ciutat de Pera va ser fundada com a colònia comercial de les Repúbliques Marítimes italianes a la zona del Gàlata després de la conquesta de Constantinoble (1204) a mans dels croats occidentals durant la Quarta Croada. A la caiguda de l'Imperi Romà d'Orient va seguir la creació de l'Imperi Llatí i durant aquest període l'enclavament comercial, encerclat per una gran muralla defensiva, va ser dominat de manera hegemònica per la República de Venècia.

## Hegemonia genovesa
El 1273, després que la dinastia dels Paleòlegs conquerís Constantinoble i restituís l'Imperi Romà d'Orient, l'emperador Miquel VIII Paleòleg feu donació de la ciutat de Pera a la República de Gènova com a recompensa pel suport genovès en la conquesta de la ciutat. A partir d'aleshores Pera esdevingué un punt comercial estratègic enclavat al cor del restituït Imperi Romà d'Orient i sota el control del podestà genovès. A la ciutat hi habitaven principalment genovesos, venecians, pisans i ragusans.
El 1303, després de l'arribada de la Companyia Catalana d'Orient, els genovesos -en veure perillar la seva hegemonia comercial sobre l'Imperi Romà d'Orient- provocaren aldarulls durant la celebració del casament de Roger de Flor. Els almogàvers respongueren violentament a la provocació i l'incident se saldà amb la massacre dels genovesos que trobaren a Constantinoble. Els genovesos que se'n salvaren s'hagueren de refugiar a la ciutat de Pera i, quan els almogàvers estaven a punt de saquejar-la, l'emperador Andrònic II Paleòleg clamà a Roger de Flor que els aturés, i aconseguí de salvar in extremis l'empori comercial genovès d'un devastador assalt almogàver.
El 1314 el podestà de Gàlata (barri de Pera) Montano de Marinis hi edificà el Palau Genovès (Palazzo del Comune) les ruïnes del qual encara s'hi poden visitar. El 1348 els genovesos reconstruïren la famosa Torre de Gàlata, una de les fites més prominents d'Istanbul.

## Pera integrada a Istanbul:Beyoğlu

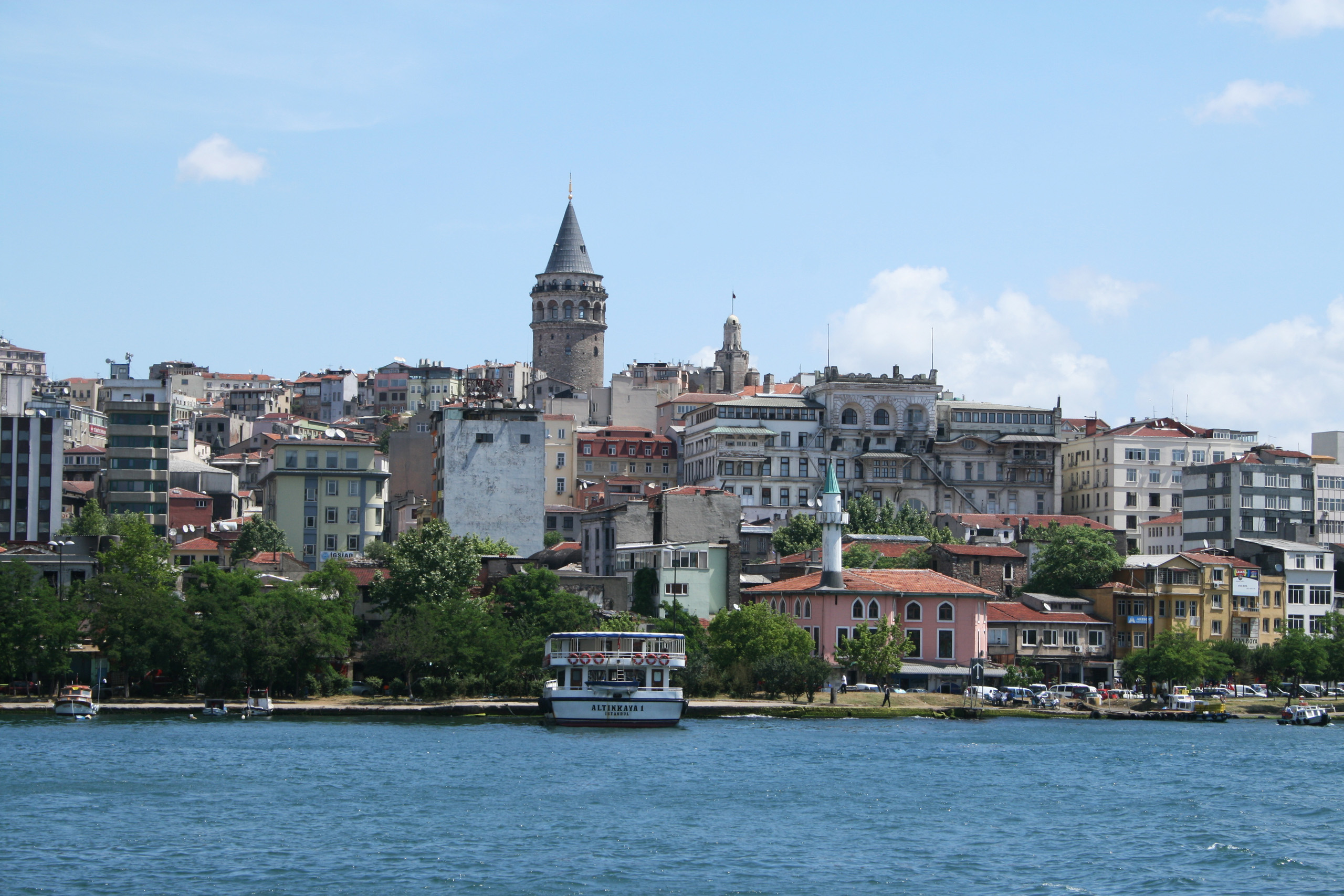
La Torre de Gàlata, reconstruïda pels genovesos el 1348, sobresurt per damunt de l'antiga ciutat de Pera

El 29 de maig de 1453, després de la caiguda de Constantinoble a mans de l'Imperi Otomà, la ciutat de Pera optà per sotmetre-s'hi pacíficament, fet ocorregur el 3 de juny del mateix any. A partir d'aleshores Pera restà annexionada a Constantinoble, que havia estat rebatejada amb el nom d'Istanbul i convertida en capital de l'Imperi Otomà.
Malgrat la col·laboració dels genovesos en la defensa de Constantinoble, el soldà Mehmed II els permeté de retornar a Pera, però ara sota el control directe otomà i sense participació del podestà. La República de Venècia, la sempiterna rival de la República de Gènova, cercà l'oportunitat de recuperar la seva hegemonia comercial a Orient i envià un ambaixador i administrador, el baylo, per establir una lliga comercial amb l'Imperi Otomà. La residència del baylo venecià, actualment el Consolat italià a Istanbul, es convertí en el palau més gran de Pera. El nom turc de Pera, Beyoğlu, prové de la forma turquitzada de baylo i es convertí novament en el lloc d'assentament dels comerciants estrangers, principalment venecians i genovesos.
Al segle xix, Pera, rebatejada amb el nom de Beyoğlu, esdevingué el barri més occidentalitzat d'Istanbul gràcies a la presència europea. S'hi construïren gran quantitat d'ambaixades i s'hi multiplicaren les residències construïdes en estil occidental, cosa que esdevingué una gran diferenciació amb la resta d'Istanbul. Entre 1860 i 1864 s'enderrocaren les murades de la vella ciutat i s'hi construïren nous carrers, de manera que Beyoğlu va ser el primer districte d'Istanbul de tenir línies telefòniques, electricitat, tramvies i fins i tot un metro, el Tünel, inaugurat el 1875 i, per tant, el segon més antic després del metro de Londres.
Beyoğlu també es caracteritzà per ser el districte de negocis i de la banca, i es convertí en el centre financer de l'Imperi Otomà. La cultura de teatre, cinema, pastisseries i cafès que encara roman a Beyoğlu data d'aquest darrer període Otomà. Les comunitats estrangeres també construïen les seves pròpies escoles, moltes de les quals passaren a educar l'elit de generacions futures de turcs, i encara sobreviuen avui com algunes de les millors escoles a Istanbul. D'entre les famosos edificacions del barri destaca l'Hotel Pera Palace, que des del 1892 fou l'allotjament dels viatgers de l'Orient Express i de famosos com ara Agatha Christie, Greta Garbo, Mata Hari, Sarah Bernhardt i Mustafa Kemal Atatürk.